# Booleova algebra

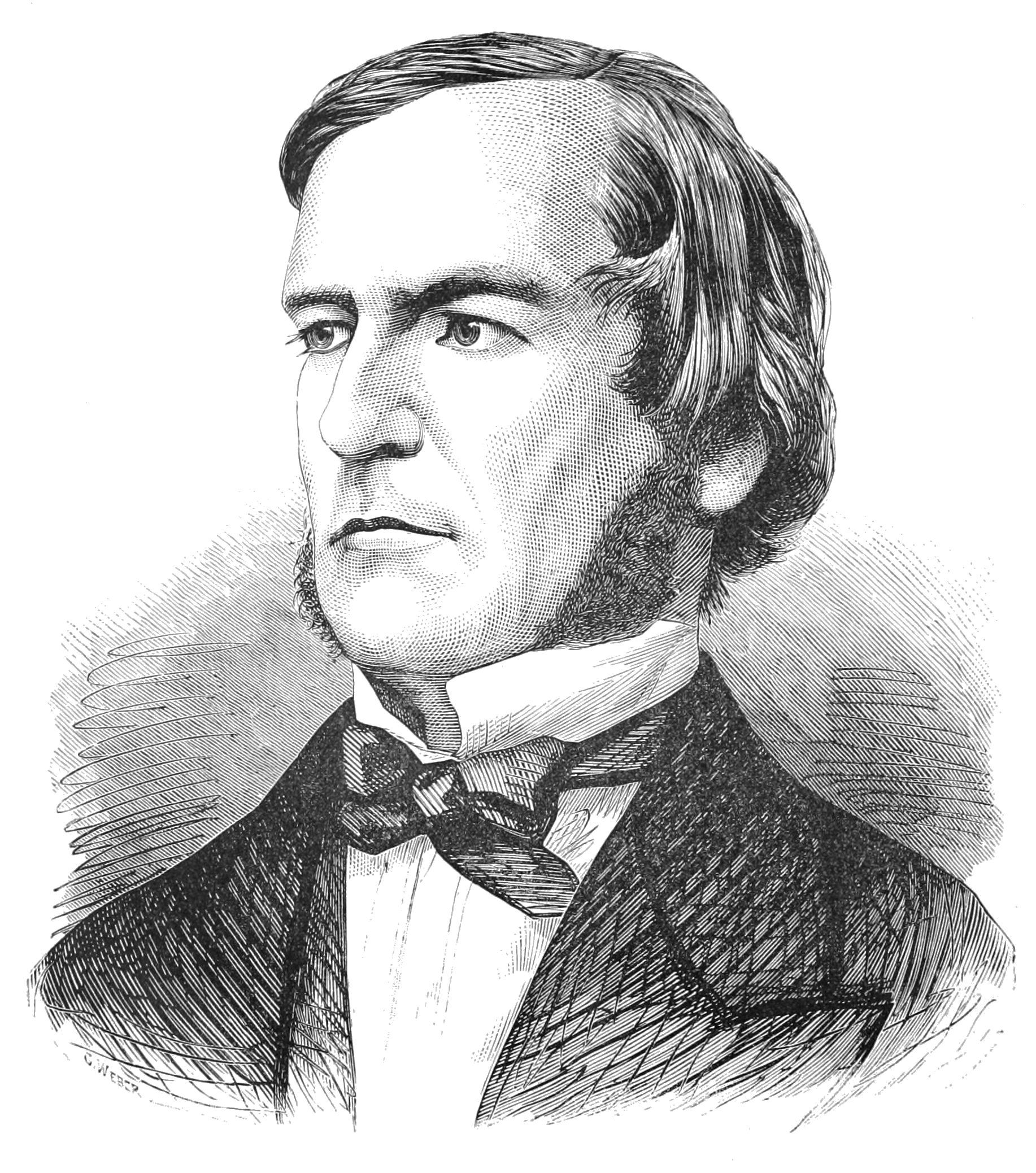
George Boole 1879

Booleova algebra je algebraická struktura se dvěma binárními a jednou unární operací, která zobecňuje vlastnosti množinových a logických operací. Je nazvána podle britského matematika George Boolea. Mimo oblast algebry se pojem Booleova algebra zužuje na dvouprvkovou Booleovu algebru a používá se pro reprezentaci pravdivostních hodnot a logických funkcí. Klíčový význam mají Booleovy algebry také pro metodu forsingu.

## Formální definice
Booleova algebra je definována jako distributivní komplementární svaz.
Jinou ekvivalentní definicí je následující. Booleova algebra je šestice (A, ∧, ∨, −, 0, 1), kde A je neprázdná množina, 0 ∈ A je nejmenší, 1 ∈ A největší prvek, − je unární operace (doplněk neboli komplement) a ∧, ∨ jsou binární operace (průsek a spojení) na A, splňující následující axiomy.
| Komutativita:     | {\displaystyle x\lor y=y\lor x}                           | {\displaystyle x\land y=y\land x}                          |
| Distributivita:   | {\displaystyle x\lor (y\land z)=(x\lor y)\land (x\lor z)} | {\displaystyle x\land (y\lor z)=(x\land y)\lor (x\land z)} |
| Neutralita 0 a 1: | {\displaystyle x\lor 0=x}                                 | {\displaystyle x\land 1=x}                                 |
| Komplementarita:  | {\displaystyle x\lor -x=1}                                | {\displaystyle x\land -x=0}                                |
Někdy se uvádí ještě axiom nedegenerovanosti: {\displaystyle 0\neq 1}. Při jeho zavedení pak triviální svaz tvořený jednoprvkovou množinou není Booleovou algebrou.

## Vlastnosti
Pro Booleovu algebru A a každé x, y, z ∈ A platí:
- asociativita: (x ∨ y) ∨ z = x ∨ (y ∨ z), (x ∧ y) ∧ z = x ∧ (y ∧ z)
- absorpce: x ∨ (x ∧ y) = x, x ∧ (x ∨ y) = x
- agresivita nuly: x ∧ 0 = 0
- agresivita jedničky: x ∨ 1 = 1
- idempotence: x ∨ x = x, x ∧ x = x
- absorpce negace: x ∨ (−x ∧ y) = x ∨ y, x ∧ (−x ∨ y) = x ∧ y
- dvojitá negace: −(−x) = x
- De Morganovy zákony: −x ∧ −y = −(x ∨ y), −x ∨ −y = −(x ∧ y)
- 0 a 1 jsou vzájemně komplementární: −0 = 1, −1 = 0

## Příklady
Booleovy algebry musí splňovat více axiomů, než svazy, a proto je jejich struktura jednotnější. Například každá konečná Booleova algebra má {\displaystyle 2^{n}} prvků pro nějaké {\displaystyle n>0} a je izomorfní s direktním součinem {\displaystyle n} dvouprvkových Booleových algeber.

### Dvouprvková algebra
Dvouprvková algebra je algebra nad množinou A = {0, 1}, kde operace jsou dány přirozeným způsobem, tj. 0 a 1 jsou vzájemně komplementární a protože platí 0 < 1, průsek (infimum) je menší z operandů, spojení (supremum) je větší z operandů:
| {\displaystyle x} | {\displaystyle y} | {\displaystyle x\lor y} | {\displaystyle x\land y} |
| ----------------- | ----------------- | ----------------------- | ------------------------ |
| 0                 | 0                 | 0                       | 0                        |
| 0                 | 1                 | 1                       | 0                        |
| 1                 | 0                 | 1                       | 0                        |
| 1                 | 1                 | 1                       | 1                        |

Nejjednodušší Booleova algebra obsahuje pouze jeden prvek, neboli 0 = 1 (zde nejde o spor, nýbrž o dvojí značení jednoho prvku). Všechny operace dávají stejný výsledek (jiné zde ani neexistují), proto se nazývá triviální. Tato algebra samozřejmě může existovat jedině tehdy, když nepoužijeme axiom nedegenerovanosti.

### Množinové (potenční) algebry
U množinových algeber je algebra definována nad množinou všech podmnožin (potenční množinou) libovolné množiny S, tzn. A = 2S, nejmenším prvkem 0 je prázdná množina, největším prvkem 1 je celá množina S a operace odpovídají průniku, sjednocení a doplňku do množiny S.

### Atomární a bezatomární algebry
Nekonečné Booleovy algebry mohou být atomární, kdy pod každým nenulovým prvkem {\displaystyle x} je atom {\displaystyle a}; atom je prvek, pod kterým již nic neleží, tj. neexistuje {\displaystyle y} takové, že {\displaystyle 0\prec y\prec a}. Existují naopak bezatomární algebry, které nemají žádné atomy. Příkladem bezatomárních algeber jsou husté Booleovy algebry, v nichž pro každé {\displaystyle a\prec b} existuje {\displaystyle x} takové, že {\displaystyle a\prec x\prec b}.
Poznámka: Jako v každém svazu se používá symbol {\displaystyle a\preceq b} pro {\displaystyle a\land b=a} (nebo ekvivalentně {\displaystyle a\lor b=b}) a symbol {\displaystyle a\prec b} pro ostré uspořádání, tj. relaci „{\displaystyle a\preceq b} a zároveň {\displaystyle a\neq b}“.

### Algebry výroků
Prakticky používanými příklady Booleových algeber jsou algebry výroků (či obecněji Lindenbaumovy algebry formulí) a množinové algebry.
- U algeber výroků v dvouhodnotové logice je A = {nepravda, pravda} a operace odpovídají konjunkci, disjunkci a negaci; pokud ztotožníme 0 = nepravda, 1 = pravda, algebra přejde na výše uvedenou dvouprvkovou algebru nad množinou A = {0, 1}
- Lindenbaumovy algebry jsou definovány nad množinou A všech tříd ekvivalence formulí daného jazyka a operace jsou stejné jako u algeber výroků.